# Дойч, Карл
Карл Вольфганг Дойч (нем. Karl Wolfgang Deutsch; 21 июля 1912 года, Прага — 1 ноября 1992 года, Кембридж) — американский социолог и политолог чешского происхождения.
Работы Карла Дойча были направлены на изучение войны, мира, национализма, сотрудничества и взаимообщения. Также он является одним из наиболее известных учёных-социологов XX века.

## Биография
Родившись 21 июля 1912 года в Праге, когда город был частью Австро-Венгерской империи, Дойч стал гражданином Чехословакии после Первой мировой войны. Его мать Мария Леопольдина Шарф Дойч была социал-демократкой и первой женщиной, избранной в чехословацкий парламент (в 1918 г.), она известна своей борьбой с нацизмом. Его отец Мартин Морриц Дойч владел магазином оптики на пражской Вацлавской площади и также был активным членом чехословацкой социал-демократической партии рабочих. Его дядя Юлиус Дойч был важным политическим лидером в социал-демократической партии Австрии.

## Учёба
C 1931 изучал математику и оптику, также Карл изучал право в немецком Карловом университете в Праге, который он окончил в 1934 году. Он прекратил дальнейшую учёбу, так как его антинацистская позиция вызвала оппозицию среди про-нацистски настроенных студентов. Однако, он продолжает обучение в Великобритании, где увлекается изучением социальных и политических проблем. Карл женился в 1936 году на Рут Слониц и затем провёл два года в Англии, вернулся в Прагу, хотя из-за своей прежней антинацистской деятельности в немецкий университет он не мог вернуться. Вместо этого он поступил в чешский университет, где в 1938 году получил диплом юриста в области международного и канонического права и степень доктора философии политологии. В том же году, когда было подписано мюнхенское соглашение, позволяющее немецким войскам войти в Судетскую область, они с женой уехали в Соединённые Штаты, откуда уже не вернулись. В 1939 году Дойч поступил на учёбу в Гарвардский университет, а затем получил стипендию для проведения передовых исследований в Гарвардском университете, где в 1951 году он повторно получил степень доктора философии в политологии.

## Работа
Во время Второй мировой войны он работал на Управление стратегических служб и в качестве аспиранта участвовал в конференции в Сан-Франциско, результатом которой стало создание ООН в 1945 году. Дойч преподавал в нескольких университетах; сначала в Массачусетском технологическом институте с 1943 до 1956 год; затем в Йельском университете по 1967 год; и снова в Гарварде по 1982 год. Он работал Стэнфилдским профессором международного мира в Гарварде и занимал эту должность до своей смерти.
Карл Дойч работал в области кибернетики, над применением симуляции и системы динамических моделей для изучения социальных, политических и экономических проблем. Он прилагал усилия для построения модели мира подобной защищаемой создателями Римского клуба по книге «Пределы роста» Донеллы Мидоус и др. (1972). В литературе он ввёл новые концепции, подобные «безопасному сообществу».
Он занимал ряд других престижных должностей; с 1984 года и позднее Дойч был членом совета организации World Society Foundation в Цюрихе, Швейцария. Также он избирался президентом американской ассоциации политологов в 1969 году и общества для основных исследовательских систем в 1983 году. С 1977 до 1987 года он был директором Международного института сравнительных социальных исследований в научном центре в Берлине.

## Научная деятельность
Карл Дойч внес значительный вклад в разработку проблем социальной коммуникации, как основы формирования национальных и государственных общностей. Дойч трактовал нацию как группу, в пределах которой уровень коммуникативной активности значительно выше, чем за её пределами. Формирование идеи национальной общности и складывание государств, он считал результатом процесса постепенной урбанизации и индустриализации общества, создающего более широкие возможности для коммуникации и, на её основе, — для «социальной мобилизации». Причины дезинтеграции и гибели государств рассматривал в постепенном ослаблении внутренней коммуникации между социальными слоями и исключении из неё низших слоев. Последние, лишаясь возможности реализовать свои интересы и повысить социальный статус, оказываются в конечном счете той силой, которая разрушает существующую систему либо дестабилизирует её, делает уязвимой перед лицом внешних угроз. Образование наднациональных и межгосударственных объединений, согласно Дойчу, является средством противодействия роста национализма в отдельных государствах, а также сохранения и совершенствования их социальных систем.
В то же время Дойч отмечал нестабильность существующих межгосударственных объединений и опасность возврата членов сообществ к «агрессивному национализму».

### Вклад
Карл Дойч определял власть как обстоятельство, которое не требует от обладающих ею учиться чему-то дополнительно.
В своей книге «Нервы управления: модели политической коммуникации и контроля» (1966) он исходит из представлении о политической системе, как процессе управления и координации усилий общества по достижению поставленных целей.
Карл Дойч вывел три закономерности:
При достижении цели возможность успеха обратно пропорциональна информационной нагрузке и запаздыванию реакции системы.
Успешность функционирования системы зависит от величины приращения реакции на изменения, но при достижении порогового значения изменений, эта закономерность становится обратной.
Успешная работа системы зависит от способности к упреждению, от способности правительства видеть перспективу и предпринимать необходимые действия в случае появления угроз достижению цели.

### Сочинения
- «Nationalism and Social Communication», 1953, 1966. ISBN 0-262-04002-6 — из диссертации в Гарварде
- «Нервы управления: модели политической коммуникации и контроля» (The Nerves of Government: Models of Political Communication and Control), 1963. ISBN 0-02-907280-8
- «Национализм и его альтернативы», 1969.
- «Политика и государство. Как люди решают свою судьбу» («Politics and Government»), 1970. ISBN 0-395-17840-1
- «Arms Control and the Atlantic Alliance» ISBN 0-471-21140-0
- «The Analysis of International Relations» ISBN 0-13-033225-9
- «Nationalism and its Alternatives» ISBN 0-394-43763-2
- «Tides Among Nations» ISBN 0-02-907300-6
- «Voyage of the Mind», 1930—1980. автобиографический очерк

#### На русском языке
- Дойч К. О политической теории и политическом действии // Политическая теория в XX веке: сборник статей / под ред. А. Павлова. — М.: Издательский дом «Территория будущего», 2008. — С. 156—192. — ISBN 5-91129-022-7.
- Дойч К. В. Социальная мобилизация и политическое развитие // Политическая наука : журнал. — 2012. — № 2. — С. 196—226. — ISSN 1998-1775.

## Личная жизнь
Карл Дойч женился в 1936 году на Рут Слониц (Ruth Slonitz). В 1938 году он с женой переехал жить в Соединённые Штаты. У него родились две дочери — Mary D. Edsall (писательница) и Маргарет Д. Кэрролл (историк в области искусства). Также у него трое внуков: Alexandra Edsall, София Кэрролл и Сэмюэль Кэрролл. Умер Карл Дойч в Кембридже, Массачусетс, 1 ноября 1992 года.